# 泥棲寄居蟹
泥棲寄居蟹（学名：Pagurus luticola）为寄居蟹科寄居蟹屬下的一个种。